# Principio di elettroneutralità

## Elettroneutralità di un materiale
In chimica fisica, il principio di elettroneutralità asserisce che tutti i materiali hanno al loro interno un numero trascurabile di specie cariche sbilanciate, ovvero il numero di anioni e cationi in qualsiasi porzione macroscopica del materiale è pressoché uguale. Da ciò deriva che il materiale (ad esempio un pezzo di metallo o una soluzione elettrolitica) presenta carica elettrica neutra o quasi neutra.
Nel caso delle soluzioni elettrolitiche, ne discende che le concentrazioni dei cationi (aventi carica positiva) e degli anioni (aventi carica negativa) sono tra loro correlate in modo che un aumento di concentrazione di una specie ionica è associato ad un aumento di concentrazione di un'altra specie ionica di carica opposta.

## Elettroneutralità di un atomo
In chimica, il principio di elettroneutralità asserisce nelle molecole stabili e nei cristalli, la carica di ciascun atomo è il più possibile vicino a zero (cioè 0, -1 oppure +1).
Tale principio può essere utilizzato per determinare i numeri di ossidazione più probabili per ciascun atomo all'interno di una struttura molecolare o cristallina.